# Rathaus Deuben

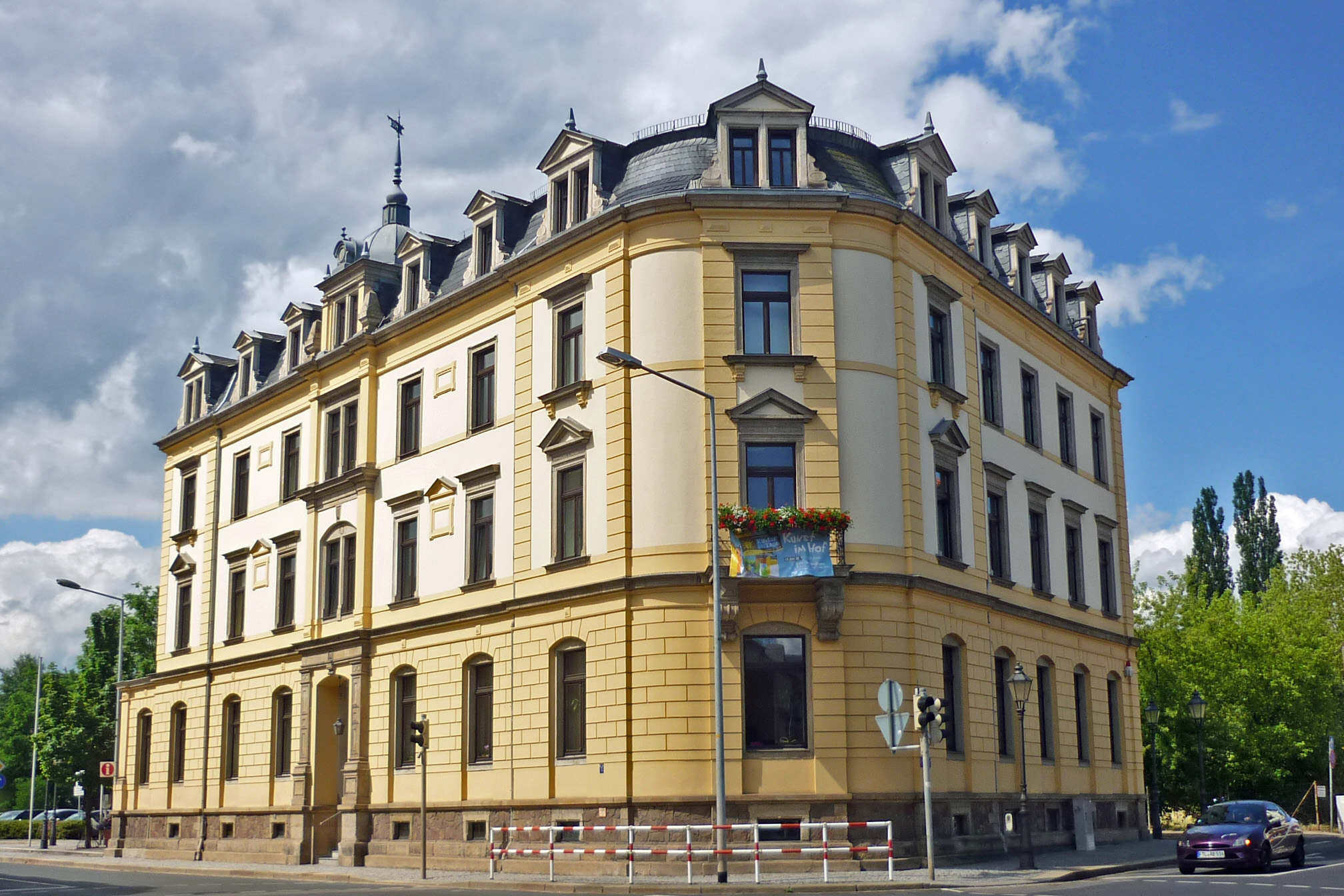
Ansicht von der Dresdner/Mozartstraße (2014)

Das Rathaus Deuben ist ein Verwaltungsgebäude der sächsischen Stadt Freital. Errichtet wurde es Ende des 19. Jahrhunderts für die damals eigenständige Gemeinde Deuben, die seit 1921 ein Stadtteil Freitals ist.

## Lage und Baubeschreibung
Das Gebäude befindet sich an der Dresdner Straße 212 auf einem Eckgrundstück zwischen Dresdner, Bahnhof- und Mozartstraße (früherer Name Rathausstraße). Es hat einen trapezförmigen Grundriss; die Seiten zur Dresdner Straße und zur Bahnhofstraße sind jeweils etwa 30 Meter lang, während die Seite zur Mozartstraße hin rund 20 Meter misst. Es hat ein Kellergeschoss, ein Erdgeschoss sowie zwei Obergeschosse und ein Dachgeschoss. Die Ecke zwischen Mozart- und Dresdner Straße ist abgerundet.
Die Ecke Dresdner/Bahnhofstraße (Südseite) bildet einen kleinen Vorplatz, zu dem das Rathaus einen eingeschossigen Vorbau mit Treppe zu einem der Eingänge hat. Der Eingang von der Dresdner Straße wird durch einen Mittelrisaliten mit aufgesetztem Türmchen hervorgehoben. Ein weiterer Eingang zum Rathaus befindet sich an der Bahnhofstraße (Gebäuderückseite).
Aufgrund seiner „architektonischen und ortshistorischen Relevanz“ wurde das Rathaus vom Landesamt für Denkmalpflege Sachsen unter Denkmalschutz gestellt und ist damit eines der Deubener Kulturdenkmale.

## Geschichte

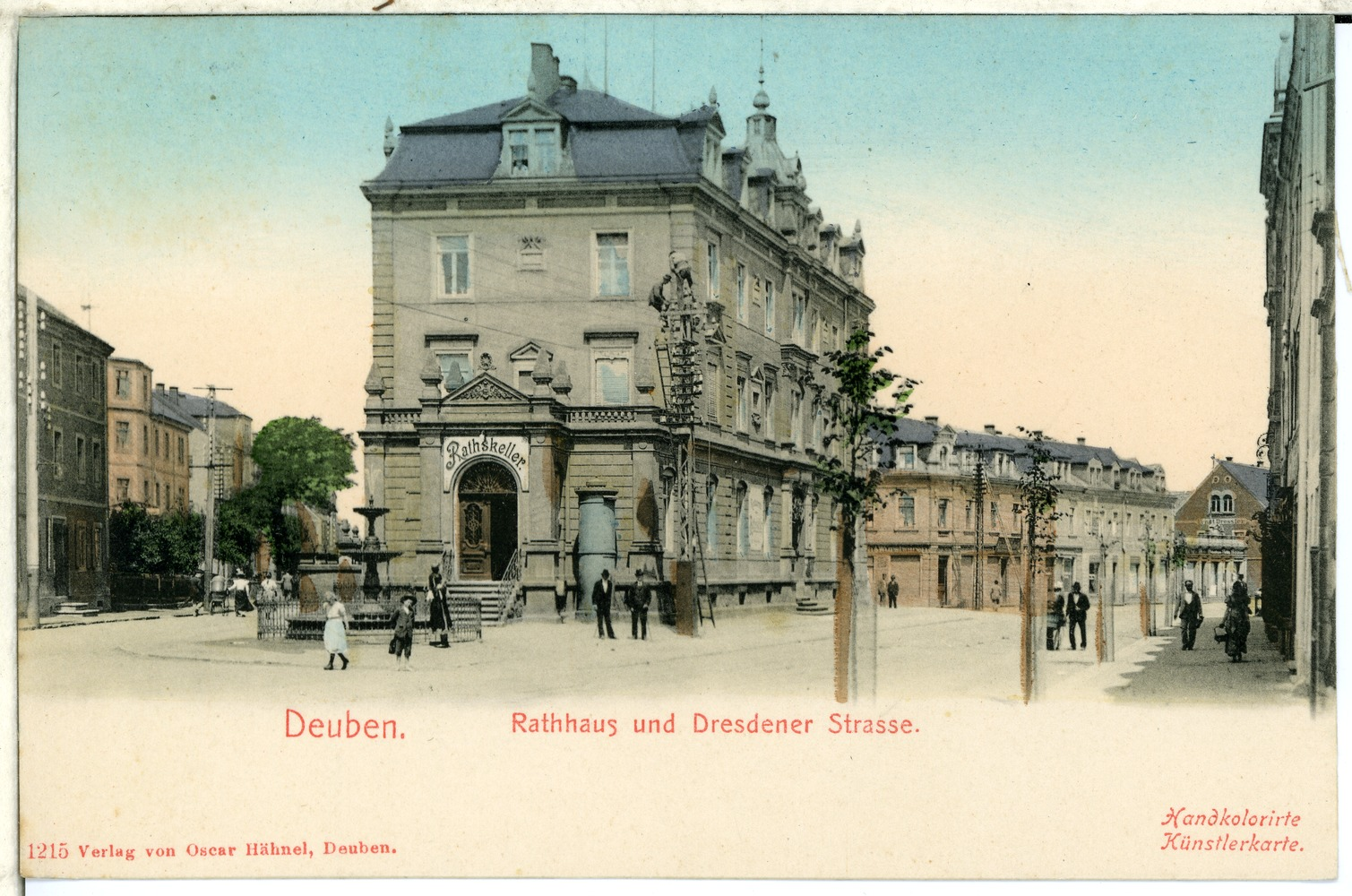
Das Rathaus auf einer Postkarte von 1899

Der ortsansässige Baumeister Moritz Käppler entwarf die Pläne für das Rathaus der Gemeinde Deuben, die zum Zeitpunkt der Einweihung 1888 etwa 6500 Einwohner zählte. Der Deubener Verwaltungsbau zählt damit zu den ältesten repräsentativen Rathäusern im Döhlener Becken. Der südliche Vorplatz wurde 1891 mit dem Krönertbrunnen, benannt nach dem Deubener Stifter Traugott Leberecht Krönert, gestaltet. Der dort gelegene Eingang war seinerzeit der Zugang zum Ratskeller.
Nach der Stadtgründung Freitals am 1. Oktober 1921 war der gemeinsame Verwaltungssitz der neuen Stadt zunächst im Rathaus Döhlen angesiedelt. Das Deubener Rathaus wurde 1923 erster Standort der Stadtbibliothek. Nach dem Umzug der Bücherei in das Stadthaus im Jahr 1950 wurde ein Laboratorium für Untersuchungen zum Bergbau im Döhlener Becken eingerichtet (Nutzung etwa durch den VEB Kombinat Geologische Forschung und Erkundung Halle) und das Gebäude zu diesem Zweck mehrfach umgebaut. Große Teile der ursprünglichen Gestaltung, etwa das Türmchen, die Verzierungen der Dachgauben oder die Fassadenstrukturierung im Erdgeschoss wichen einem deutlich schlichteren Aussehen. Der Krönertbrunnen wurde Ende der 1960er Jahre durch einen Springbrunnen ersetzt, der später wegen Baufälligkeit entfernt wurde.
Zu Beginn der 1990er Jahre war das Gebäude ungenutzt und sanierungsbedürftig. Die Stadt Freital begann 1993 mit der Sanierung des Rathauses, um es wieder für die Stadtverwaltung nutzbar zu machen. Bis 2001 wurden das Gebäude sowie das Umfeld umfangreich saniert und neugestaltet und dabei auch das ursprüngliche Aussehen nachempfunden. Seit 1995 ist es (zusammen mit dem Rathaus Potschappel) wieder Verwaltungssitz Freitals und beherbergt unter anderem den Geschäftsbereich I mit Hauptamt, Sozialamt und der städtischen Finanzverwaltung. Für die Gestaltung des Vorplatzes stiftete der „Verein der selbständigen Handwerker“ 1996 ein Denkmal aus Edelstahl zur Regionalgeschichte.